# Dawid Fjodorowitsch Oistrach

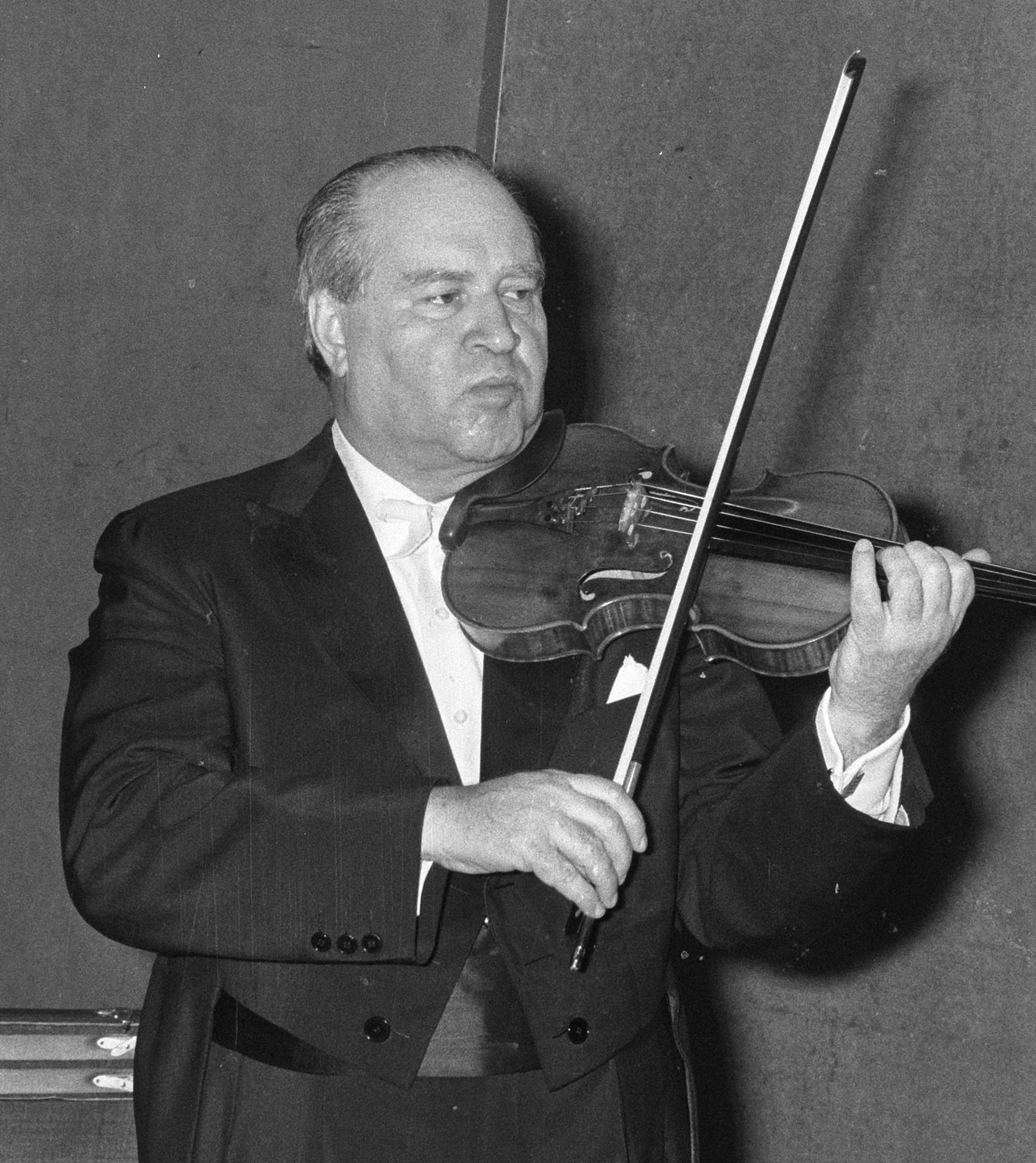
Dawid Oistrach (1972)

Dawid Fjodorowitsch Oistrach (Eustrach) (russisch Давид Фёдорович Ойстрах, wiss. Transliteration David Fëdorovič Ojstrach; * 17. Septemberjul. / 30. September 1908greg. in Odessa; † 24. Oktober 1974 in Amsterdam) war ein sowjetischer Geiger jüdischer Abstammung, der in der Musikwelt des 20. Jahrhunderts eine bedeutende Rolle spielte.

## Leben und Wirken

### Herkunft und Familie
Dawid Fjodorowitsch Oistrach wurde 1908 als Sohn von Dawid Kolker und der Opernsängerin Isabella Beyle Stepanowskaja geboren. Sie heiratete später in zweiter Ehe Fishel Oistrach.
1930 heiratete Oistrach die Konzertpianistin Tamara Rotarewa. 1931 wurde ihr Sohn Igor geboren, später ebenfalls ein bekannter Violinist. Inzwischen führt Igors Sohn Waleri Oistrach die Familientradition als Konzertviolinist und Violinprofessor fort.

### Künstlerische Laufbahn
Dawid Oistrach erhielt in seiner Heimatstadt Odessa im Alter von sechs Jahren ersten Geigenunterricht. Sein Violin-Studium absolvierte er am Konservatorium von Odessa bei Pjotr Stoljarski. Im Orchester des Konservatoriums spielte er zunächst Bratsche, wirkte dann in der Position des Konzertmeisters, worauf erste Soloauftritte folgten.
Seine internationale Karriere begann 1928 zunächst mit Auftritten in der Sowjetunion. Ab 1935 spielte er gemeinsam mit dem Pianisten Lew Oborin, mit dem ihn fortan eine lebenslange künstlerische Zusammenarbeit verband. Oistrach war Preisträger zahlreicher nationaler und internationaler Musikwettbewerbe, darunter der bedeutende Eugène-Ysaÿe-Wettbewerb in Brüssel, den er 1937 gewann.
Nach dem Zweiten Weltkrieg ermöglichten die sowjetischen Behörden Auslandstourneen, sodass Oistrach zu Konzerten in den Westen reisen durfte. Er gab zudem über 100 Konzerte pro Jahr in der Sowjetunion und unterrichtete am Moskauer Tschaikowski-Konservatorium.
Am 28. Juli 1945 gab Oistrach, der unter anderem mit dem Cellisten Swjatoslaw Knuschewitzki (1908–1963), dem Pianisten Lew Nikolajewitsch Oborin, dem Bariton Alexej Petrowitsch Iwanow (1904–1982) sowie der lyrischen Sopranistin Natalja Dmitrijewna Spiller in Österreich auftrat, ein Solokonzert im Mozart-Saal des Wiener Konzerthauses. Sein erstes Konzert in Helsinki gab er im Jahre 1949. 1952 führte ihn eine Konzertreise durch die DDR, beginnend in Berlin mit einem Konzert in der Deutschen Staatsoper (Staatsoper unter den Linden) anlässlich der Beethoven-Ehrung der DDR, dann u. a. nach Leipzig, wo eine zwanzigjährige freundschaftliche Zusammenarbeit mit dem Gewandhausorchester begründet wurde. 1953 spielte er zum ersten Mal in Paris. Ein Jahr später folgten Konzerte in Westdeutschland und London – mit sensationellem Erfolg. Sein Debüt in den USA gab er 1955 in der Carnegie Hall. In Leipzig spielte er 1969 mit dem Gewandhausorchester im Rahmen eines Festkonzertes zum 250-jährigen Bestehen des Musikverlages Breitkopf & Härtel und nahm im selben Jahr in Berlin mit Mstislaw Rostropowitsch und Swjatoslaw Richter eine berühmt gewordene Einspielung des Tripelkonzerts von Ludwig van Beethoven unter der Leitung von Herbert von Karajan vor.
Als Solist bei Uraufführungen bedeutender Violinkonzerte, unter anderem von Aram Chatschaturjan, Nikolai Mjaskowski und Dmitri Schostakowitsch, kommt ihm große musikgeschichtliche Bedeutung zu. Außerdem galt er als Spezialist für die Violinkonzerte von Sibelius, Tschaikowski und Prokofjew und war ein gefragter Kammermusiker.
Ein kongeniales Duo bildete Oistrach mit dem Wiener Pianisten Paul Badura-Skoda. An Musikalität und Einfühlung einzigartig ist etwa die Aufnahme von Melodia Eurodisc mit Mozart Sonaten. Über die Zusammenarbeit hinaus bestand auch eine sehr gute persönliche Freundschaft.
Oistrach verstarb während einer Konzertreise nach Amsterdam, wo er sieben Konzerte mit Werken von Johannes Brahms geben sollte. Bei seinem letzten Auftritt spielte er das Violinkonzert und dirigierte die 1. Sinfonie.

### Lehrtätigkeit
1934 erhielt Dawid Oistrach eine Dozentenstelle am Moskauer Konservatorium. Zu seinen wichtigsten Schülern gehören, neben seinem Sohn Igor Oistrach, Viktor Pikaisen, Gidon Kremer, Liana Issakadse, Nina Beilina, Oleg Kagan, Mark Lubotsky, Walter Schreiber, Michael Vaiman, Lazar Gosman und Gustav Schmahl.

## Auszeichnungen
- 1930: Erster Preis beim ukrainischen Wettbewerb
- 1935: Erster Preis beim Wettbewerb der Sowjetunion
- 1935: Zweiter Preis beim Wieniawski-Wettbewerb in Warschau (1. Preis: Ginette Neveu)
- 1937: Erster Preis beim internationalen Ysaye-Wettbewerb in Brüssel (heute Concours Musical Reine Elisabeth)
- 1943: Stalinpreis[3]
- 1946, 1966: Leninorden[4]
- 1959: Mitglied der London Academy of Music and Dramatic Art[3]
- 1960: Leninpreis[3]
- 1961: Mitglied der American Academy of Arts and Sciences
- 1961: Mitglied der Akademie der Künste[3]
- 1964: Ehrenmitglied des Beethoven-Hauses Bonn
- 1966: Orden des Löwen von Finnland[4]
- 1967: Orden Leopolds II.[4]
- 1970, 1974: Grammy Awards[5]
- 2003: Benennung des Asteroiden (42516) Oistrach nach ihm und seinem Sohn Igor

## Bedeutung
Oistrach gehörte nach dem Zweiten Weltkrieg neben dem Pianisten Swjatoslaw Richter und dem Cellisten Mstislaw Rostropowitsch zu den im Westen durch zahlreiche Konzertreisen und vielfach ausgezeichnete Schallplatteneinspielungen bekanntesten klassischen Interpreten der Sowjetunion. Bis heute gelten zahlreiche Einspielungen Oistrachs als herausragende Beispiele für die Vereinigung brillanter Technik mit tiefgreifender und feinfühliger Werkinterpretation.

## Instrumente
Dawid Oistrach spielte von ca. 1935 bis Anfang der 1950er Jahre die Stradivari „Jussupow“ (1736), anschließend ab 1947 auf der Stradivari „Havemann“  von 1719. Dann spielte er ab 1955 die von ihm erworbene Stradivari „Berou“. 1959 erwarb er die „Conte de Fontana“ (besser bekannt unter dem Namen „Peterlongo“) von 1702, die er sieben Jahre später (1966) gegen die Stradivari „Marsick“ von 1705 eintauschte. Diese Violine spielte er bis zu seinem Tod. Seine Bratsche war eine Andrea Guarneri. Er bevorzugte deutsche Bogen und spielte ab 1929 auf einem Nürnberger, schätzte allerdings auch die Markneukirchner Bogenbauer Dölling und Hermann.

## Zitat
„Ich möchte die Geige nie missen, oft werde ich gefragt, ob ich mir nicht zu viel zumute. Es ist eigenartig, fast möchte ich behaupten, ich sei mit dem Instrument auf die Welt gekommen. Das Spiel ist mir immer leicht gefallen. Üben empfinde ich nie als Arbeit.“

## Dawid Oistrach gewidmete Werke
- Arno Babadschanjan: Klaviertrio (1952)
- Aram Chatschaturjan: Violinkonzert
- Ernst Hermann Meyer: Violinkonzert (1964)
- Nikolai Mjaskowski: Violinkonzert
- Sergei Prokofjew: Violinsonate Nr. 1 f-moll
- Dmitri Schostakowitsch: 1. Violinkonzert (1948, uraufgeführt 1955) und 2. Violinkonzert (1967), Sonate für Violine und Klavier (1968)